# (10671) Mazurova
(10671) Mazurova (1977 RR6) – planetoida z pasa głównego asteroid okrążająca Słońce w ciągu 3,81 lat w średniej odległości 2,44 j.a. Odkryta 11 września 1977 roku.